# 臺灣北部地區選舉地理

國家發展委員會定義的中華民國北部地區範圍。

依國家發展委員會國土區域離島發展處所擬訂之「台灣地區綜合開發計畫」，台灣北部地區選舉地理包括台北市、新北市、基隆市、宜蘭縣、桃園市、新竹縣及新竹市等七個縣市。在2000年中華民國總統大選後，台灣媒體開始提出「北藍南綠」的說法，意指濁水溪以北的北部地區政治情勢較為支持泛藍陣營，不過此說法僅及於西部廊道，宜蘭縣由於地理形勢，該歸於北部或東部常有不同的說法；此外，在2014年九合一選舉，民進黨成功在桃園市、新竹市及基隆市獲得執政權，並在2018年九合一選舉民進黨慘敗時，成為少數能夠成功連任執政的地區，根基有所拓展，並在此高科技產業地區中的年輕選民有一定的支持度，不料在2022年九合一選舉全數變天，未能延續執政。

## 概論
中華民國北部地區各直轄市及縣市現階段的藍綠基本盤及選民結構：
| 藍綠偏向       | 直轄市／縣市 | 泛綠 | 泛藍 | 現時直轄市／縣市執政黨（2022年） | 現時區域立法委員（2024年）    |
| -------------- | ------------ | ---- | ---- | -------------------------------- | ----------------------------- |
| 泛綠略為領先   | 宜蘭縣       | 56%  | 44%  | 中國國民黨                       | 民主進步黨1席                 |
| 藍綠勢均力敵   | 新北市       | 48%  | 52%  | 中國國民黨                       | 中國國民黨6席 · 民主進步黨6席 |
| 泛藍略為領先   | 桃園市       | 45%  | 55%  | 中國國民黨                       | 中國國民黨6席                 |
| 泛藍略為領先   | 新竹市       | 46%  | 54%  | 臺灣民眾黨                       | 中國國民黨1席                 |
| 泛藍略為領先   | 臺北市       | 44%  | 56%  | 中國國民黨                       | 中國國民黨5席 · 民主進步黨3席 |
| 泛藍優勢選區   | 基隆市       | 43%  | 57%  | 中國國民黨                       | 中國國民黨1席                 |
| 泛藍基本盤極高 | 新竹縣       | 40%  | 60%  | 中國國民黨                       | 中國國民黨2席                 |

## 臺北市

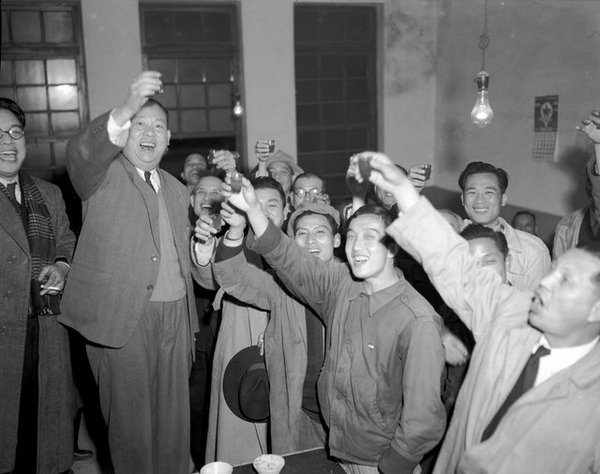
黨外人士吳三連（左二）於1951年1月7日獲悉以65.51%高票當選首任民選臺北市市長後在辦事處與支持者舉杯同歡。

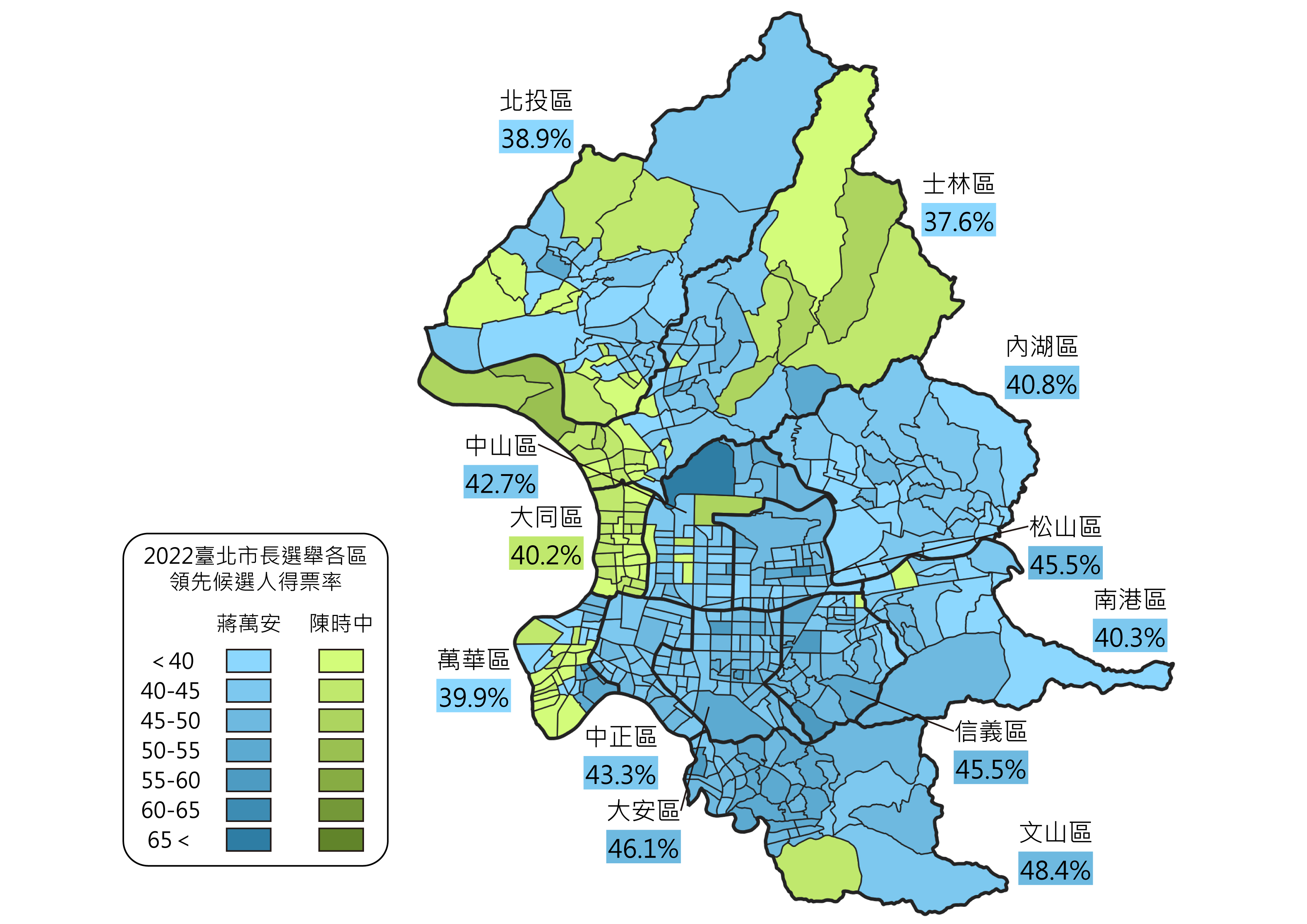
2022年臺北市市長選舉得票分布。

2022年台北市議員選舉席次分布。
KMT (30)
DPP (21)
(3)
(1)
SDP (1)
TPP (4)
缺額（1）

| 2022年臺北市市長選舉結果 | 2022年臺北市市長選舉結果 | 2022年臺北市市長選舉結果            | 2022年臺北市市長選舉結果 | 2022年臺北市市長選舉結果 | 2022年臺北市市長選舉結果 | 2022年臺北市市長選舉結果 |
| 號次                     | 候選人                   | 政黨                                | 得票數                   | 得票率                   | 當選標記                 |                          |
| 1                        | 張家豪                   | 台灣動物保護黨                      | 2,367                    | 0.17%                    |                          |                          |
| 2                        | 王文娟                   | 無黨籍                              | 451                      | 0.03%                    |                          |                          |
| 3                        | 鄭匡宇                   | 無黨籍                              | 386                      | 0.03%                    |                          |                          |
| 4                        | 黃聖峰                   | 台澎國際法法理建國黨                | 256                      | 0.02%                    |                          |                          |
| 5                        | 童文薰                   | 無黨籍                              | 2,425                    | 0.18%                    |                          |                          |
| 6                        | 蔣萬安                   | 中國國民黨                          | 575,590                  | 42.29%                   |                          |                          |
| 7                        | 蘇煥智                   | 台灣維新                            | 1,851                    | 0.14%                    |                          |                          |
| 8                        | 黃珊珊                   | 無黨籍（親民黨籍， 臺灣民眾黨支持） | 342,141                  | 25.14%                   |                          |                          |
| 9                        | 施奉先                   | 無黨籍                              | 383                      | 0.03%                    |                          |                          |
| 10                       | 唐新民                   | 共和黨                              | 316                      | 0.02%                    |                          |                          |
| 11                       | 謝立康                   | 無黨籍                              | 227                      | 0.02%                    |                          |                          |
| 12                       | 陳時中                   | 民主進步黨                          | 434,558                  | 31.93%                   |                          |                          |
| 選舉人數                 | 選舉人數                 | 選舉人數                            | 2,026,769                | 2,026,769                | 2,026,769                |                          |
| 投票數                   | 投票數                   | 投票數                              | 1,372,179                | 1,372,179                | 1,372,179                |                          |
| 有效票                   | 有效票                   | 有效票                              | 1,360,951                | 1,360,951                | 1,360,951                |                          |
| 無效票                   | 無效票                   | 無效票                              | 11,228                   | 11,228                   | 11,228                   |                          |
| 投票率                   | 投票率                   | 投票率                              | 67.70%                   | 67.70%                   | 67.70%                   |                          |
| ------------------------ | ------------------------ | ----------------------------------- | ------------------------ | ------------------------ | ------------------------ | ------------------------ |

### 選民結構
臺北市位於台灣北部，為國內政經中心，亦為全國不臨海的縣市之一。在近二十年來，本市選民結構一直都是藍大於綠，且在歷年來的藍綠對決中，台北市的基本盤格局一直都維持在藍綠六比四。士林、大同為綠營優勢區，北投、中山、萬華藍綠勢均力敵，內湖、南港、松山、信義、中正為藍營優勢區，大安、文山為藍營鐵票倉。

### 社會結構及政治勢力
台北市工商業發達，企業商號眾多，大集團的總部也都集中在本市。此外，由於教育及文化事業高度集中，故聚集了大部分高等院校及各種媒體。由於本市都市化發展程度高，且社會結構多元化，因此政治勢力主要由政黨競爭主導。由於台北市是一個外來人口眾多的移民城市，且外省人及外省裔比例高，再加上農業人口比例為全國最低，故台北市的社會結構相當的特殊，對其政治生態有相當的影響。
台北市是全國外省族群比例最高的縣市，故外省族群在台北市的影響力也較其他縣市大；也因為眷村多、軍公教比率高，泛藍的經營也較深。1980年代以前，外省族群聚集的眷村通常為藍營票倉，此區域通常被稱為「黃復興黨部」。
1990年代末期起，台北市的舊有眷村多已改建，各族群混居的情況更為明顯，因此族群鐵票現象較過去難以觀察。在過去，前總統李登輝及其主導的「本土派」，為泛藍候選人吸引許多閩南裔選票，2000年後李登輝脫離國民黨及泛藍，連同臺聯本土派支持者加入泛綠，因此2000年之後的歷屆選舉中，泛綠在此獲得的票數，皆不會與其他縣市的平均值落差太大。
另外，日治時期家族即在台北的「老台北人」則是泛綠鐵票，甚至戰後初期，反國民政府之二二八事件也是以台北市為起端。而在省轄市時期，台北市更曾是黨外重鎮，曾產生吳三連、高玉樹等黨外市長。以長期來看，老台北人在早年傾向支持黨外及泛綠；但此現象被外省人、由非都會區移居至台北都會區的閩南裔族群所掩蓋。

### 歷年選情

#### 省轄市時期
在1951年至1967年期間，台北市為省轄市，並實施地方自治，由市民直選市長。由於此時期所舉行的市長選舉，大都由閩南裔的非泛藍人士當選，故台北市當年亦曾經被黨外和泛綠人士稱為「民主聖地」。
在1951年市長選舉中，國民黨暗中支持的黨外人士吳三連獲得九萬兩千餘票，以高達六成六的得票率成為台北市的首任民選省轄市長。而1954年市長選舉則由黨外人士高玉樹擊敗國民黨的王民寧勝出。不過在1957年市長選舉中，在開票過程中出現多次停電引人起疑有作票的情況，最後由國民黨黃啟瑞當選，並且於1960年市長選舉中順利連任。
1964年市長選舉時，高玉樹再度捲土重來。當時國民黨動用輿論、學校到民間團裡全力為周百鍊輔選，批評高玉樹的緋聞並抹黑高玉樹當市長時財產爆增。本次選舉被稱為臺北市的世界大戰。在4月26日投票當天開票時，又發生「計票突然無故停頓．．．．後來才又恢復廣播」的疑似作票事件。:137最後高玉樹在受到張明彰等學生組織監票下，得以在激烈競選過程中，以五成二得票率擊敗國民黨周百鍊。

#### 直轄市時期
在1967年至1994年期間，由於台北市被改制成直屬中央政府的院轄市，故台北市長改由中央官派。此外，在1968年7月，原台北縣下轄之景美、南港、木柵、內湖以及陽明山管理局下轄之士林、北投等六鄉鎮劃歸台北市轄區。
1994年中華民國省市長暨省市議員選舉則在該年年底舉行。當時國民黨內部曾傳出規劃前台北縣長林豐正參選，但最後時任總統李登輝選擇提名時任官派市長黃大洲。在民進黨方面，共有謝長廷及陳水扁兩位時任立委參與初選，最後由陳水扁獲得提名。而新黨則推出時任立委趙少康參選。這場三角大戰引起全國高度矚目，黃大洲腹背受敵，飽受棄保耳語糾纏，最終陳水扁以四成四選票勝出，台北市也首度變為綠地。
在1998年中華民國直轄市市長暨市議員選舉中，當時滿意度近八成的陳水扁尋求連任，國民黨則提名前法務部長馬英九參選，而新黨也推出王建煊參選。最後由於泛藍整合成功，馬英九以五成一的得票率擊敗陳水扁。在2000年中華民國總統大選中，陳水扁在台北市獲得五十九萬票，脫黨參選的前台灣省長宋楚瑜獲得六十三萬票，而連戰則獲得三十四萬票。
在2002年中華民國直轄市市長暨市議員選舉時，國親兩黨正式結為國親聯盟，聯合推薦馬英九代表泛藍競選連任；而民進黨方面，此時已經進行黨政同步，由時任總統陳水扁兼任民進黨主席，民進黨中央推出行政院秘書長、前駐美副代表及台北縣立委的李應元出戰。雖然李應元得到李登輝和陳水扁前後兩任總統的加持，但因為起步過晚，僅能勉強穩住泛綠基本盤。而馬英九溫和的形象卻吸引了不少中間與淺綠選民，最後馬英九獲得了八十七萬票，大勝李應元的四十八萬票，並且在台北市十二個行政區全數獲勝。在2004年中華民國總統大選中，連戰在台北市以五成七的得票率領先。
在2006年中華民國直轄市市長暨市議員選舉中，國民黨提名郝龍斌，民進黨提名謝長廷，台聯提名周玉蔻，此外親民黨主席宋楚瑜、時任無黨籍立委李敖與抗議天王柯賜海也以無黨籍身份參選。在競選過程中，民調普遍看好郝龍斌，而謝長廷及宋楚瑜民調相對較低，其他參選人的支持度則不太明顯。雖然選前一週，馬英九曾密訪宋楚瑜，使宋陣營及謝陣營營造「棄郝保宋」的氣氛，但經過馬英九嚴詞否認以後，郝龍斌的選情相對穩定，最後在台北市民棄宋保郝下，以六十九萬票勝出。
在2008年中華民國立法委員選舉中，國民黨提名的候選人在台北市境內的八個選區均成功當選，而在同年的2008年中華民國總統大選中，馬英九在台北市取得了六成三的票數。2009年台北市第六選舉區立法委員缺額補選則由國民黨提名的蔣乃辛以九千六百票之差、近10%勝過民進黨提名的周柏雅。
在2010年中華民國直轄市市長暨市議員選舉中，國民黨提名郝龍斌爭取連任，民進黨則徵召前行政院長蘇貞昌，此外吳武明、蕭淑華及吳炎成也以無黨籍身份參選。雖然在競選過程中，郝龍斌及蘇貞昌在民調上呈現五五波，但最後郝龍斌仍以五成六的票數連任成功。而在同日舉行的市議員選舉中，國民黨贏得三十一席，民進黨二十三席，新黨三席，親民黨兩席，台聯一席，而其餘兩席則由無黨籍人士取得。
在2012年中華民國總統大選時，馬英九在台北市以五成八的得票率領先。而在同日舉行的2012年中華民國立法委員選舉中，除了民進黨提名的姚文智於第二選區(大同、士林)選區勝出外，國民黨提名的候選人在台北市其餘七個選區均成功當選。
在2014年九合一選舉中，國民黨提名連勝文，而民進黨與無黨籍台大醫院創傷醫學部主任柯文哲合作組成「在野大聯盟」，柯在最後階段民調勝出，遂獲得民進黨禮讓且支持其參選。除競選初期外，柯文哲在競選過程中民調一路保持領先，最終以八十五萬票勝出，得票數在全市十二行政區全數領先，成為直轄市長民選後，首位無黨籍的台北市長，也是泛藍首次在未分裂的情況下，輸掉首都市長選戰。在同日舉行的2014年中華民國直轄市議員及縣市議員選舉中，國民黨獲得二十八席，民進黨二十七席，新黨兩席，親民黨兩席，台聯一席，另三席由無黨籍人士取得。
在2016年中華民國總統大選時，蔡英文在台北市以五成二的得票率領先。而在同日舉行的2016年中華民國立法委員選舉中，除了民進黨提名的吳思瑤、姚文智及同屬泛綠的時代力量林昶佐分別於第一選區(北投、士林)、第二選區(大同、士林)、第五選區(萬華、中正)等選區勝出外，國民黨提名的候選人在其餘五個選區均因泛綠分裂當選。
在2018九合一選舉中，國民黨提名丁守中，民進黨選擇不禮讓爭取連任的無黨籍現任市長柯文哲，提名現任立委姚文智，此外曾代表國民黨參選1989年台北縣縣長選舉卻敗給尤清的台大教授李錫錕及吳萼洋也以無黨籍身分參選。雖然從七月初開始姚文智就因為聲勢不振遭到泛綠選民主動棄保，使得柯文哲民調一路領先，但由於十月開始的韓流效應外溢全台及第55屆金馬獎造成的風波，使得丁守中與柯文哲差距縮小，最後在邊投票邊開票一路開到隔天凌晨兩點多的爭議下柯文哲以四成一的票數，3567票差距驚險連任，創下台北市長史上當選人得票率最低紀錄。而在同日舉行的市議會選舉中，國民黨贏得二十九席，民進黨十九席，時代力量三席，新黨兩席，親民黨兩席，社會民主黨一席，其餘七席則由無黨籍人士取得。
在2020年中華民國總統選舉中，蔡英文在臺北市以超過五成三的得票率領先。而在同日舉行的2020年中華民國立法委員選舉中，民進黨時任立委吳思瑤、何志偉及原屬時代力量的無黨籍盟友林昶佐在第一、第二及第五選區成功連任，高嘉瑜則於第四選區擊敗國民黨時任立委李彥秀成功當選，其餘選區則由國民黨候選人獲勝。

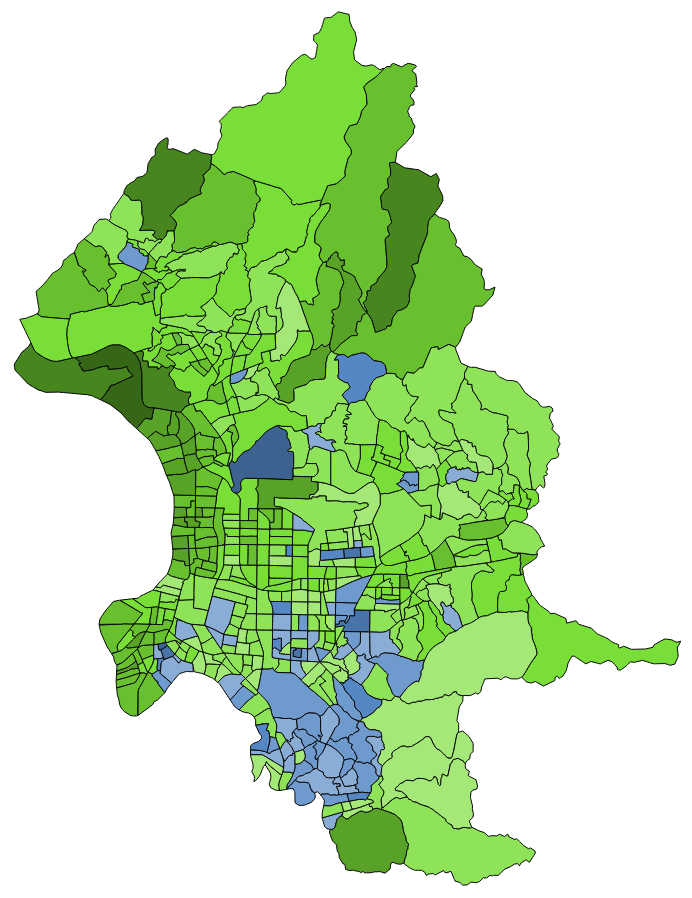
2020 台北市總統選舉各里得票

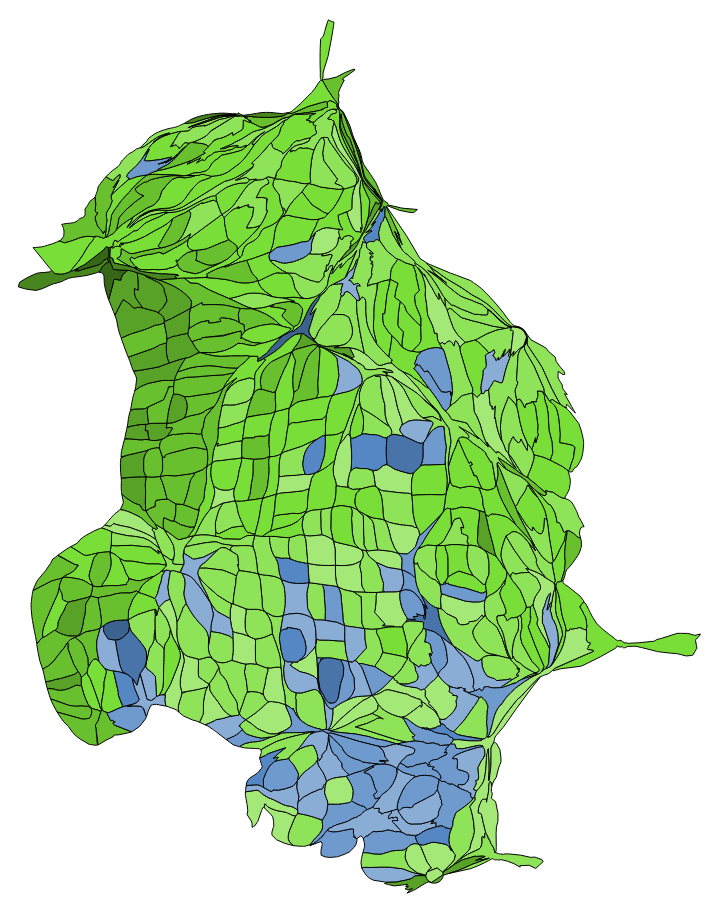
2020 台北市總統選舉各里得票人口變形圖

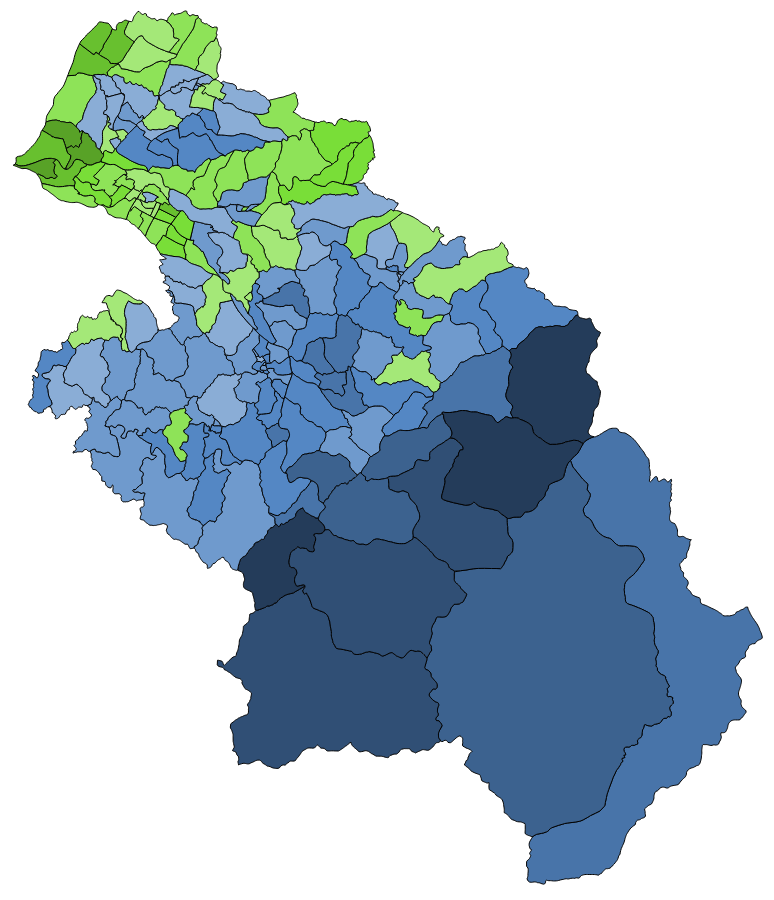
2020 新竹縣總統選舉各里得票

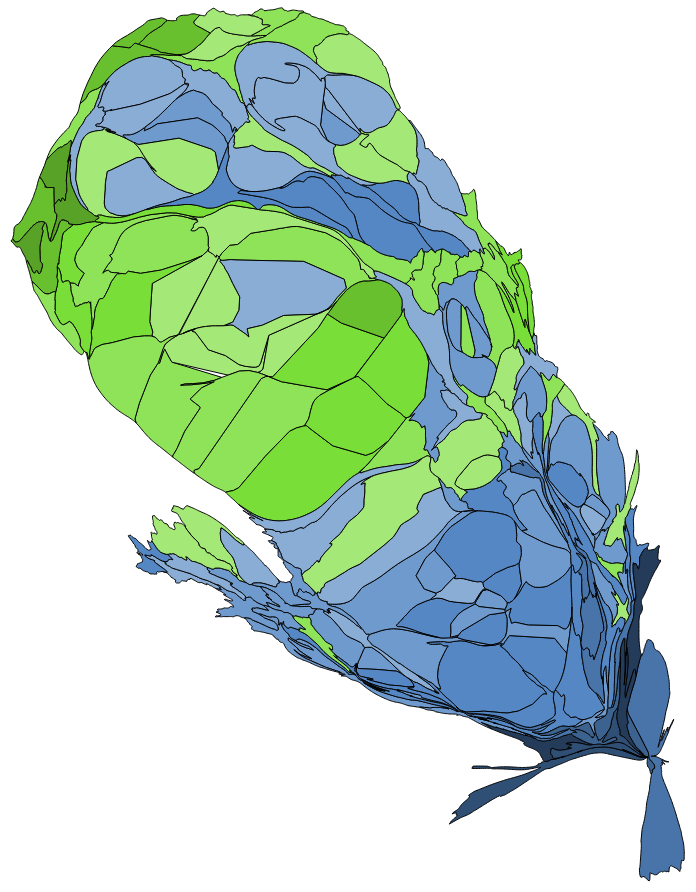
2020 新竹縣總統選舉各里得票人口變形圖

在2021年四大公投中，泛藍所主張的同意，約勝泛綠所主張的不同意6個百分比。(四項平均)
在2022九合一選舉，國民黨提名蔣萬安，民進黨則提名衛生福利部部長陳時中，及以無黨籍(台灣民眾黨跟親民黨共推)參選的黃珊珊等其他9人參選，選舉結果由國民黨的蔣萬安已四成二的得票率當選，在十二個行政區除了大同區以外都領先，而在同日舉行的市議會選舉中，國民黨贏得三十席，民進黨二十一席，台灣民眾黨四席，新黨及社會民主黨各一席，其餘三席則由無黨籍人士取，而在隔年舉行的立法委員補選由國民黨的王鴻薇對上民進黨的吳怡農，最終國民黨的王鴻薇以5780票的差距當選，這也是該選區兩黨得票數最接近的一次。

## 新北市

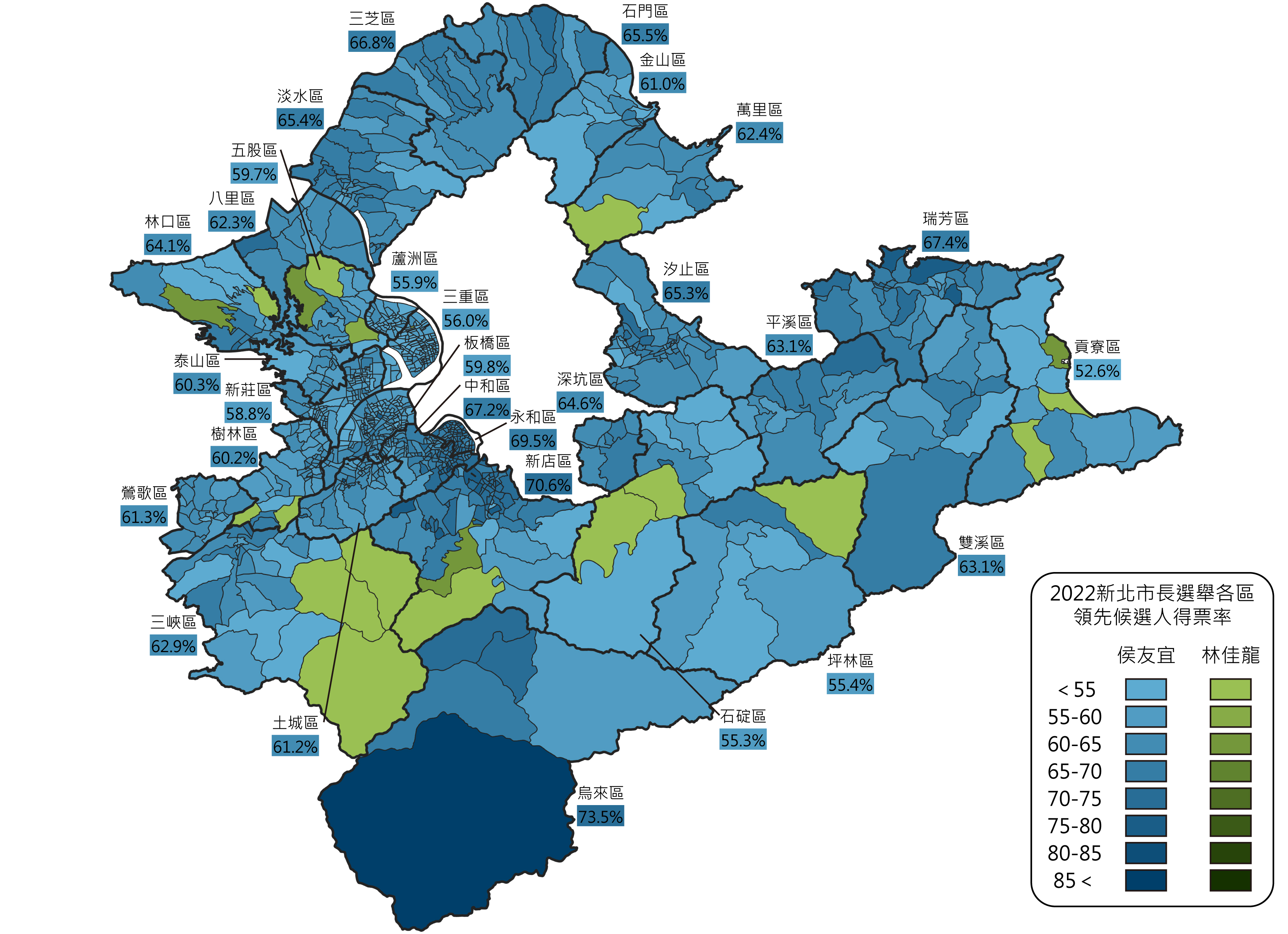
2022年新北市長選舉得票分布。

2022年新北市議員選舉席次分布。
KMT(32)
DPP(28)
(3)
(2)
TPP (1)

| 2022年新北市市長選舉結果 | 2022年新北市市長選舉結果 | 2022年新北市市長選舉結果 | 2022年新北市市長選舉結果 | 2022年新北市市長選舉結果 | 2022年新北市市長選舉結果 | 2022年新北市市長選舉結果 |
| 號次                     | 候選人                   | 政黨                     | 得票數                   | 得票率                   | 當選標 記                |                          |
| 1                        | 林佳龍                   | 民主進步黨               | 693,976                  | 37.58%                   |                          |                          |
| 2                        | 侯友宜                   | 中國國民黨               | 1,152,555                | 62.42%                   |                          |                          |
| 選舉人數                 | 選舉人數                 | 選舉人數                 | 3,316,517                | 3,316,517                | 3,316,517                |                          |
| 投票數                   | 投票數                   | 投票數                   | 1,877,186                | 1,877,186                | 1,877,186                |                          |
| 有效票                   | 有效票                   | 有效票                   | 1,846,531                | 1,846,531                | 1,846,531                |                          |
| 無效票                   | 無效票                   | 無效票                   | 30,655                   | 30,655                   | 30,655                   |                          |
| 投票率                   | 投票率                   | 投票率                   | 56.60%                   | 56.60%                   | 56.60%                   |                          |
| ------------------------ | ------------------------ | ------------------------ | ------------------------ | ------------------------ | ------------------------ | ------------------------ |

### 選民結構及政治勢力
新北市位處台灣最北端，是國內人口最多的都市，同時亦為北部工商業重鎮，由原台灣省下轄之「台北縣」於2010年底升格改制而成，由於幅員遼闊，選舉人高達三百多萬，故號稱全國最大票倉，是泛綠、泛藍兵家必爭之地，原台北縣在1987年解嚴後曾經連續十六年綠色執政，以往選民結構呈現藍綠五五比四五，但近期呈現泛藍小幅領先泛綠的態勢。由於位於台北市之旁，因此也吸納眾多外來人口，導致新北市的城鄉差距拉大、派系山頭林立、同鄉宗親勢均力敵，成為全國選民性格中最複雜的「小台灣」縮影。
就地域而言，新莊、五股、樹林、鶯歌、金山、平溪、泰山為綠營的優勢區，三重、蘆洲、石碇、坪林、貢寮為綠營鐵票倉；而林口、淡水、三芝、石門、深坑、瑞芳、汐止、中和為藍營的優勢區，永和、新店、烏來為藍營鐵票倉；其餘區則為藍綠勢均力敵。

### 歷年選情

#### 省轄時期：台北縣
台北縣在解嚴前一直是藍色執政，前國民黨秘書長林豐正更曾任八年台北縣長。但在1989年中華民國縣市長選舉，甫成立的民進黨由尤清擊敗國民黨提名的台大政治系教授李錫錕。在1993年中華民國縣市長選舉，國民黨及新黨分別推派三重幫的蔡勝邦及李勝峰，而民進黨的尤清則在泛藍分散票源的情況下成功連任。
在1997年中華民國縣市長選舉中，民進黨提名蘇貞昌參選，但由於尤清任內褒貶不一，因此蘇貞昌的選情並不樂觀。在選前一日，尤清的門生兼幕僚因貪污被捕，蘇貞昌選情告急。但當晚，本有意問鼎縣長卻因癌症而禮讓蘇貞昌的立委盧修一，為蘇貞昌下跪求票，令許多縣民大為感動，也讓蘇貞昌一舉擊敗國民黨候選人謝深山與脫黨的林志嘉。
蘇貞昌在2001年中華民國縣市長選舉中競選連任時，面對泛藍整合提出的候選人王建煊，蘇貞昌以四年扎實政績穩住泛綠基本盤，順利獲得連任，卻僅險勝五萬多票，顯示泛藍在台北縣仍有強大實力。在2004年中華民國總統大選中，連戰在台北縣以五成三的得票率領先。
在2005年中華民國縣市長暨縣市議員選舉中，民進黨提名羅文嘉參選，而國民黨則推出周錫瑋參選，此外也有多位無黨籍人士參選。在選戰之初，各方皆看好羅文嘉當選，但在扁政府高捷弊案、雙陳上賭場等弊案爆發後，主客易勢，選情出現了戲劇性變化，從原本的五五波演變成羅文嘉在民調上明顯落後周錫瑋。在選前最後一週，周陣營更揭露走路工疑雲，民進黨回防不及，選舉結果周錫瑋大贏羅文嘉十九萬票。除了蘆洲、三重、新莊等綠營票倉外，周錫瑋在所有的鄉鎮市勝出，甚至在雙和、新店等藍營票倉的票數幾乎領先羅文嘉一倍。
在2008年中華民國立法委員選舉中，國民黨提名的候選人在台北縣境內十二個選區中的十個選區成功當選，唯獨第二選區（五股、蘆洲、三重東區）、第三選區（三重）等兩個選區由民進黨提名的候選人當選。而在同年的2008年中華民國總統大選中，馬英九在台北縣取得了六成票數。

#### 新北市時期
在2010年中華民國直轄市市長暨市議員選舉中，國民黨提名前行政院副院長、前桃園縣長朱立倫參選，而民進黨則由黨主席蔡英文親征。由於兩位候選人均屬外來空降，且皆曾擔任過行政院副院長及擁有博士學歷，再加上兩人皆保持理性攻防，因此戰況一直陷入膠著，選情也極為緊繃。在競選過程中，朱立倫主打的「三環三線」，及蔡英文聚焦的「社會政策」、「公辦都更」皆引起不少選民的共鳴；不過，在選前之夜所發生的1126槍擊事件也對選情造成相當的影響。最後，在種種效應引致下，朱立倫以十一萬票、五個百分點的差距勝出，不過朱蔡兩人皆拿下超過一百多萬票。而在同日舉行的直轄市議員選舉中，國民黨贏得三十席，民進黨二十八席，而其餘八席則由無黨籍人士取得。
在2012年中華民國總統大選中，馬英九在新北市以五成四的得票率領先。而在同日舉行的2012年中華民國立法委員選舉中，民進黨提名的候選人在第二選區（五股、蘆洲、三重東區）、第三選區（三重）等兩個選區勝出，而國民黨提名的候選人則在新北市其餘十個選區勝出。
在2014年九合一選舉中，民進黨在年初就提名前行政院長游錫堃挑戰市長，而時任市長朱立倫直到六月才宣布競選連任。雖然起步較早，但游錫堃在民調上始終不見起色，不過選舉結果，朱立倫僅僅以兩萬多票微幅差距險勝。除了馬政府執政欠佳，亦顯現藍綠陣營在新北市差距不大。而在議員的部分，泛綠也首次在新北市取得過半席次。
在2016年中華民國總統大選中，蔡英文在新北市以五成四的得票率領先。而在同日舉行的2016年中華民國立法委員選舉中，國民黨提名的候選人只在第九選區(双和)和第十一選區(新店、深坑、石碇、坪林、烏來)勝出，而同屬泛綠的時代力量提名的黃國昌於第十二選區(金山、萬里、汐止、平溪、瑞芳、雙溪、貢寮)勝出，其餘選區均由民進黨成功拿下。
在2018年九合一選舉中，國民黨提名時任新北市副市長侯友宜，民進黨徵召曾說過多次不會選的老縣長蘇貞昌。選戰期間，大群館、張天欽事件、深澳電廠等紛擾，令蘇貞昌長期陷於民調低迷的苦戰之中，選舉結果，侯友宜拿下五成七的選票大獲全勝。市政府所在地板橋區蘇貞昌輸兩萬多票，藍營票倉新店區、中和區、永和區侯友宜均勝出超過六成以上；綠營優勢區三重區、蘆洲區蘇僅險勝侯百餘至千餘票左右，新莊區、樹林區及五股區均落後的情形下，結果蘇貞昌以二十九萬多票的差距大敗，此次選舉為自新北市升格及民進黨創黨以來，選舉兩黨差距最大的一次。而在市議會的部分，國民黨上升到三十三席，民進黨拿下二十五席，無黨團結聯盟拿下兩席，其餘八席由無黨籍人士取得，泛藍成功奪回失去四年的議會控制權。
在2020年中華民國總統選舉中，蔡英文在新北市以超過五成六的得票率領先。而在同日舉行的2020年中華民國立法委員選舉中，國民黨除了候選人洪孟楷擊敗時任立委呂孫綾奪回第一選區（淡水、八里、三芝、石門、林口、泰山）及第九、第十一選區的立委連任，並無其他席位，原由時代力量黨籍黃國昌代表的第十二選區則由民進黨候選人賴品妤當選，其餘選區的民進黨籍現任立委均成功連任。
在2021年四大公投中，泛藍所主張的同意，大致上與泛綠所主張的不同意打成平手。
在2022年九合一選舉中，國民黨提名時任新北市市市長侯友宜，民進黨徵召林佳龍，選舉結果，侯友宜拿下六成二的選票成功連任。雖然得票數大約只比四年前少一萬，但在全市29個行政區當中都皆勝出，而在市議會的部分，國民黨下降到三十二席，民進黨拿下二十八席，無黨團結聯盟拿下兩席，台灣民眾黨拿下一席，其餘三席由無黨籍人士取得。

## 基隆市

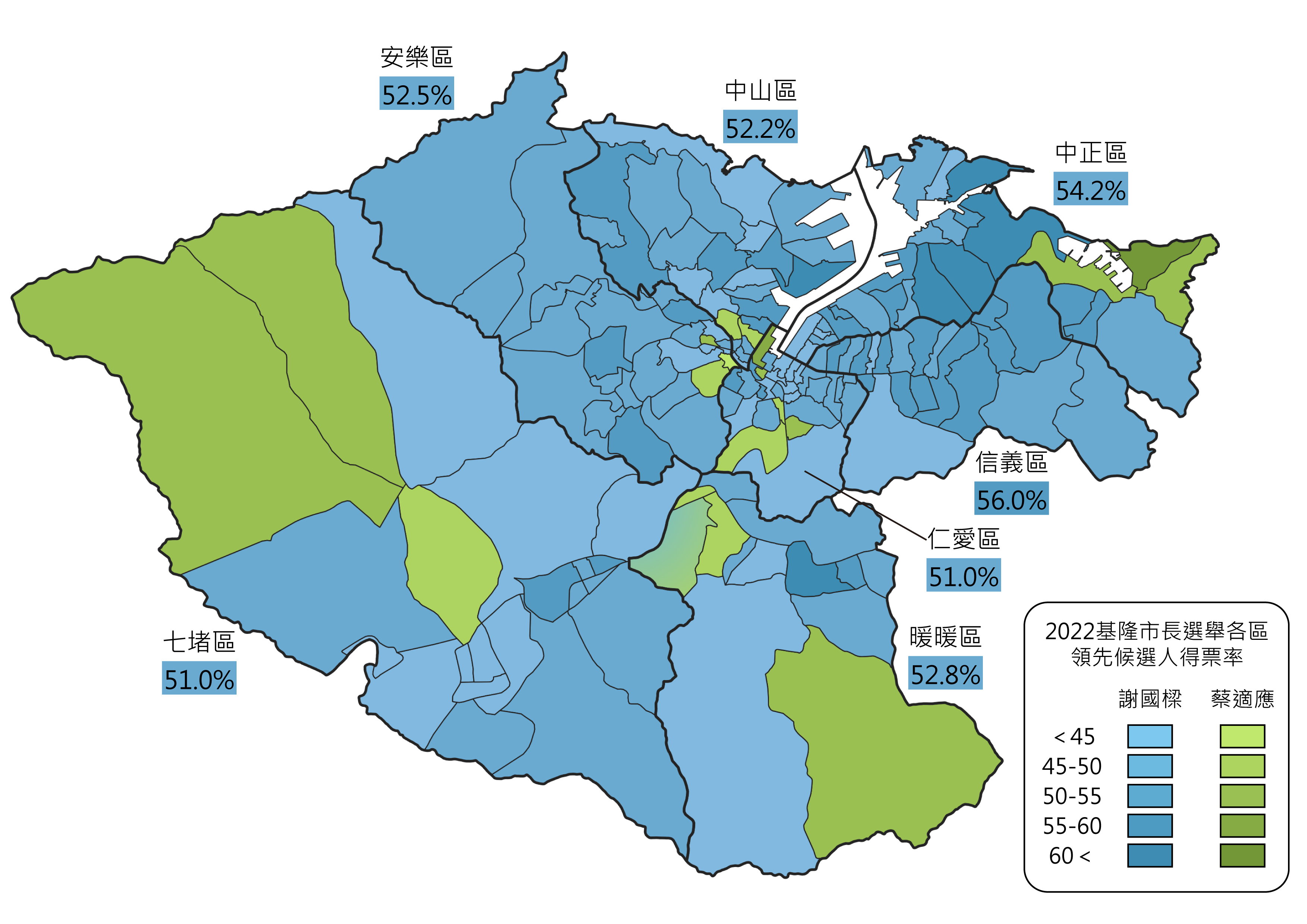
2022基隆市長選舉得票分布

| 1        | 謝國樑   | 中國國民黨     | 96,784票 | 52.92%                        | 當選                          |
| 2        | 陳薇仲   | 時代力量       | 12,000票 | 6.56%                         |                               |
| 3        | 蔡適應   | 民主進步黨     | 71,354票 | 39.01%                        |                               |
| 4        | 曾國民   | 無黨籍         | 619票    | 0.34%                         |                               |
| 5        | 黃希賢   | 無黨籍         | 2,136票  | 1.17%                         |                               |
| 選舉日期 | 選舉日期 | 2022年11月26日 | 選舉人數 | 307,913人                     | 307,913人                     |
| 投票率   | 投票率   | 60.16%         | 投票人數 | 有效：182,893人 無效：2,348人 | 有效：182,893人 無效：2,348人 |

### 選民結構及政治勢力
基隆市位於台灣東北角，古稱雞籠，曾是萬商雲集的台灣北玄關。長年國民黨執政，以往泛藍基本盤極高，政黨版圖約為藍綠七比三，就地區而言，全市皆為藍營優勢區，尤其信義、暖暖為藍營鐵票倉。受社會觀念變遷影響，近期則呈現泛藍小幅領先的態勢。然而，本市選舉史上，政黨光譜卻相當多元，民社黨、民進黨曾分別於1960年代、1990年代奪得本市執政權。而親民黨亦曾於2000年代，兩度於本市立委大選，超越藍綠兩大陣營，高居各黨得票之首。而勢力雄厚的國民黨，則未隨著各政黨潮起潮落，多年來，一直在全市保有穩定的票源結構。基隆市社會結構相當特殊，外來人口影響力較大，其中外省族群票源偏向泛藍，宜蘭同鄉會則較為傾向泛綠。

### 歷年選情
自1950年實施地方自治，市長開放民選之後，除第四屆及第五屆選舉由民社黨的林番王勝出之外，基隆市即長期藍色執政，至1990年代台灣民主改革開放後仍無改變。此現象直至1997年，才由前綠委李進勇打破。
在1997年中華民國縣市長選舉時，國民黨提名時任省議員劉文雄，而同黨的議長許財利則違反黨紀參選造成泛藍分裂，導致民進黨提名的李進勇以四成三的票數當選市長。2001年中華民國縣市長選舉時，泛藍整合，當時已加入親民黨的劉文雄參選立法委員，獲國民黨提名的許財利則以五成八的票數擊敗尋求連任的李進勇
但在2005年中華民國縣市長暨縣市議員選舉時，時任立委劉文雄堅持參選基隆市長，並獲親民黨提名，與參選連任的許財利競爭，泛藍因而分裂。另一方面，時任民進黨立委王拓退選，與台聯共推陳建銘參選，泛綠因而整合。儘管重演泛藍分裂對上泛綠團結，但最後在馬英九站台支持的效應下，許財利仍以四成餘票數成功連任，擊敗得票三成餘的陳建銘與二成餘的劉文雄。
然而2006年，許財利因涉入基隆市公車處購地弊案被判有罪，遭國民黨開除黨籍，並在隔年驟逝。2007年基隆市市長補選時，時任國民黨議長張通榮與時任親民黨立委劉文雄原均同意以民調決定代表泛藍參選，惟最後仍無法成功整合。儘管泛藍再次分裂，補選結果仍由張以近五成但未過半得票數當選，且以無黨籍身分參選的劉亦獲近三成票數，而民進黨提名的施世明僅獲兩成餘票數。
在2008年中華民國立法委員選舉及2008年中華民國總統大選中，泛藍在基隆的得票數均為泛綠兩倍以上，基隆亦因此被泛綠視為艱困選區之一。而在2009年中華民國縣市長暨縣市議員選舉中，國民黨提名張通榮參選連任，民進黨則徵召前行政院長游錫堃的重要幕僚林右昌，從事電信業的李步輝則以無黨籍身分參選。最後，張通榮以五成五的票數順利連任，擊敗得票四成二的林右昌。
在2012年中華民國總統大選中，馬英九在基隆市以五成九的得票率領先。而在同日舉行的2012年中華民國立法委員選舉中，國民黨提名的謝國樑則以五成二的票數當選連任。
在2014年九合一選舉時，國民黨提名時任議長黃景泰對上民進黨提名捲土重來的林右昌。選戰初期兩人民調陷入膠著，但在選前半年黃景泰涉入關說案，使民調一面倒向林右昌，遂使國民黨撤銷提名，改徵召移民署署長謝立功參選，但是黃景泰依然堅持以無黨籍參選到底。由於馬政府政績欠佳加上泛藍票源分散。林氏以過半數超過十萬票當選，成功把基隆變為綠地，並立下民進黨在基隆最高得票率和得票數。
在2016年中華民國總統大選時，蔡英文在基隆市以四成八的得票率領先。而在同日舉行的2016年中華民國立法委員選舉中，民進黨提名的蔡適應則以四成一的票數當選。
在2018年九合一選舉時，國民黨再度提名謝立功捲土重來挑戰尋求連任的民進黨籍市長林右昌。即使大環境不佳，但林右昌對比國民黨後期施政無力的情況勵精圖治，仍以五成四的得票率成功在藍大於綠的基隆市連任成功，並憑藉四年來在東岸港口都市改造的堅實政績，甚至打破了民進黨在基隆的最高得票率和得票數。。
在2020年中華民國總統選舉中，蔡英文在基隆市以近五成一的得票率領先。而在同日舉行的2020年中華民國立法委員選舉中，民進黨時任立委蔡適應以超過四成七的得票率成功連任。
在2021年四大公投中，泛藍所主張的同意，約勝泛綠所主張的不同意11個百分比。(四項平均)

## 宜蘭縣

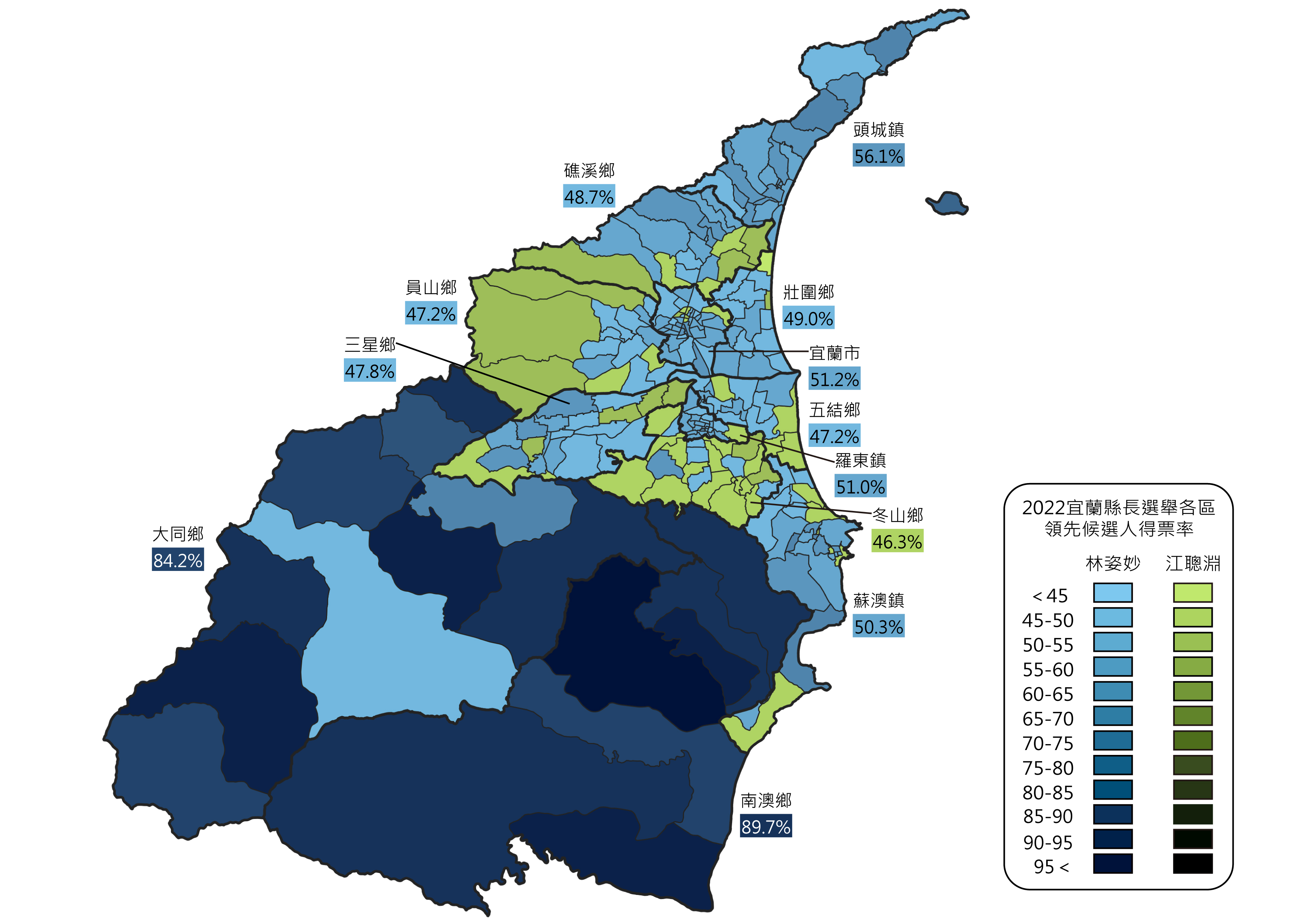
2022宜蘭縣長選舉得票分布

2022年宜蘭縣議員選舉席次分布。
(13)
(9)
(10)
正神名黨 (1)

| 1        | 林姿妙   | 中國國民黨     | 119,421票 | 50.76%                        | 當選                          |
| 2        | 朱振東   | 天一黨         | 919票     | 0.39%                         |                               |
| 3        | 許鋐哲   | 無黨籍         | 1,036票   | 0.44%                         |                               |
| 4        | 陳秋境   | 無黨籍         | 714票     | 0.30%                         |                               |
| 5        | 江聰淵   | 民主進步黨     | 96,779票  | 41.13%                        |                               |
| 6        | 陳琬惠   | 臺灣民眾黨     | 16,412票  | 6.98%                         |                               |
| 選舉日期 | 選舉日期 | 2022年11月26日 | 選舉人數  | 374,779人                     | 374,779人                     |
| 投票率   | 投票率   | 64.28%         | 投票人數  | 有效：235,281人 無效：5,635人 | 有效：235,281人 無效：5,635人 |

### 選民結構及政治勢力
宜蘭縣位於台灣東北部，素有「民主聖地」之稱，本縣選民結構綠大於藍，泛綠領先泛藍約五個百分點左右，尤其在宜蘭縣長選舉中更是呈現泛綠長期勝選的局面。就地域而言，以蘭陽溪南北區分為溪南、溪北兩區。兩地早期曾為泛藍地方派系勢力範圍分界線。就行政區而言，藍營在頭城較具優勢，大同、南澳為鐵票倉，綠營在其餘地區皆有優勢，尤其冬山、三星、五結、壯圍、 員山為鐵票倉。近年來，溪南以綠營支持者較多，多位綠營政治人物出自本區。溪北以藍營支持者較多，藍營政治人物出自本區域較多。
本縣選舉史上，黨外、泛綠香火不斷，自1950年代首屆省議會選舉起至1998年凍省，除第五屆省議會，宜蘭便一直產生黨外省議員。
民進黨創黨大老林義雄，以及蔣中正時代就以推動民主知名的郭雨新皆來自宜蘭。1980年代起，黨外人士及泛綠人士更進一步入主縣府，勢力不斷發展壯大。

### 歷年選情
宜蘭縣在1980年代以前，由於黨國威權的時代背景，均為藍色執政。自1981年起，當時仍為黨外的陳定南及民進黨的游錫堃與劉守成均成功當選及連任，前後共六屆三任泛綠人士主政宜蘭。由於這種特殊現象，泛綠人士往往稱宜蘭縣為「民主聖地」。
然而，在2005年中華民國縣市長暨縣市議員選舉中，國民黨提名時任宜蘭市長呂國華參選，民進黨則提名前法務部長陳定南回鍋參選。在當時甫接任國民黨主席的馬英九強力輔選下，適逢泛綠支持度因扁政府執政表現不佳下滑，呂以八千多票微幅差距險勝，成為解嚴後首位藍營宜蘭縣長。在2008年中華民國立法委員選舉及2008年中華民國總統大選，泛藍在宜蘭的得票數均維持相若水準，儘管略微高於泛綠，但差距極小。
在2009年中華民國縣市長暨縣市議員選舉中，民進黨徵召時任羅東鎮長林聰賢參選，而國民黨則提名呂國華參選連任。最後，林聰賢以五成四的得票率當選；而在四年前以八千多票微幅之差奪得縣長寶座的呂國華，卻以二萬一千多票差距落敗。在2012年中華民國總統大選，蔡英文在宜蘭縣以五成三的得票率領先。而在同日舉行的2012年中華民國立法委員選舉中，民進黨提名的陳歐珀則以過半票數擊敗時任國民黨立委林建榮。
在2014年九合一選舉中，國民黨徵召國健署署長邱淑媞參選，而民進黨則提名林聰賢參選連任。林聰賢在宜蘭市、頭城、蘇澳藍營票倉領先邱淑媞，溪南綠營票倉林聰賢的票數大幅領先邱淑媞，溪北藍營票倉林聰賢的票數也領先邱淑媞，大同、南澳等藍營票倉則以些微票數落後，林聰賢以六成四的得票率，獲得16萬0253票當選。由於這五年來林聰賢的施政滿意度良好，並創下民進黨有史以來在宜蘭縣最高的得票數及得票率。同日舉行鄉鎮市長選舉，民進黨江聰淵攻下藍營票倉宜蘭市成為第二位綠營宜蘭市長。
在2016年中華民國總統大選時，蔡英文在宜蘭縣以六成二的得票率領先。而在同日舉行的2016年中華民國立法委員選舉中，民進黨提名的陳歐珀則以五成四的票數當選。
在2018年九合一選舉中，國民黨提名時任羅東鎮長林姿妙參選，而民進黨則提名立委陳歐珀。由於國民黨候選人林姿妙在這四年羅東鎮長任內勤走基層，足印遍布全縣，而代理縣長陳金德的強橫施政作風令民進黨在選情上扣分，且在選戰初期多次傳出其有意挑戰真除縣長，與民進黨當時初選唯一的候選人陳歐珀屢傳不合，泛綠內部的整合問題時有所聞，到選戰後期陳金德才與陳歐珀合體助選，加上受到於中央執政不力的影響、1124滅東廠的號召等議題，使得民進黨在長期獨大的宜蘭縣失去支持，票源難以鞏固。選舉結果，林姿妙以四成九的得票率，兩萬八千票的差距擊敗陳歐珀三成八的得票率，成為宜蘭縣首位女性縣長，宜蘭縣也在九年後再現藍天。陳歐珀只有在自己的家鄉員山鄉以300餘票的些微差距險勝，所獲得的票數及百分比也是民進黨創黨以來在宜蘭縣長選舉中的最低紀錄。
在2021年四大公投中，泛綠所主張的不同意，約勝泛藍所主張的同意19個百分比。(四項平均)

## 桃園市

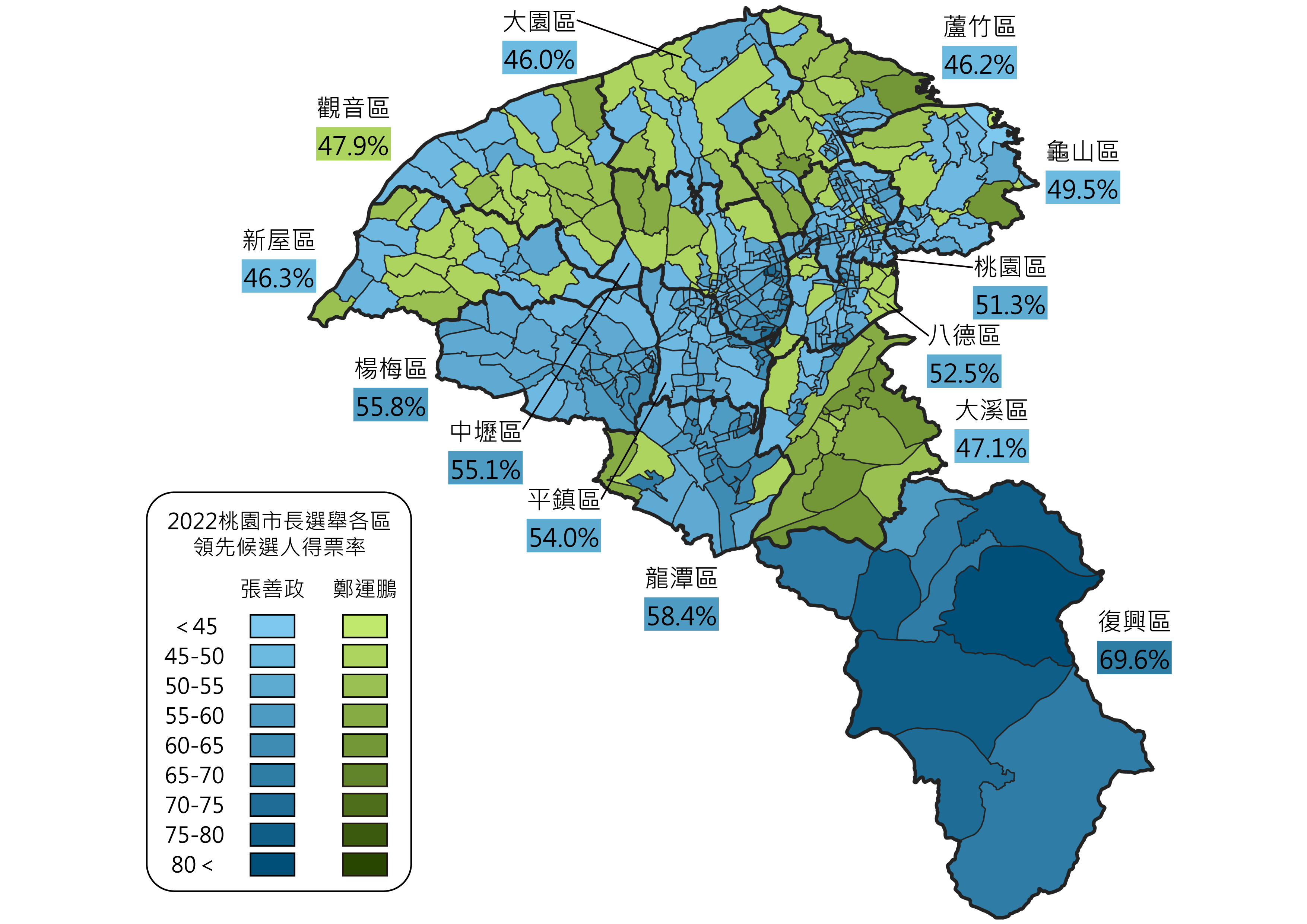
2022年桃園市長選舉得票分布。

2022年桃園市議員選舉席次分布。
(28)
(23)
(10)

| 1        | 張善政   | 中國國民黨     | 557,572票 | 52.02%                           | 當選                             |
| 2        | 賴香伶   | 臺灣民眾黨     | 54,926票  | 5.12%                            |                                  |
| 3        | 鄭運鵬   | 民主進步黨     | 428,983票 | 40.03%                           |                                  |
| 4        | 鄭寶清   | 無黨籍         | 30,282票  | 2.83%                            |                                  |
| 選舉日期 | 選舉日期 | 2022年11月26日 | 選舉人數  | 1,825,127人                      | 1,825,127人                      |
| 投票率   | 投票率   | 59.46%         | 投票人數  | 有效：1,071,763人 無效：13,462人 | 有效：1,071,763人 無效：13,462人 |

### 選民結構及政治勢力
桃園市位於台灣西北部，由原台灣省下轄之「桃園縣」於2014年底升格改制而成。由於毗鄰台北都會區，桃園市近年來發展迅速，吸引大量外縣市人口移入、形成桃園中壢都會區。本是藍營優勢選區，過去泛藍領先泛綠十幾個百分點左右，但近期呈現泛綠小幅領先的態勢。就地域而言，桃園呈現「北閩南客」的社會結構，早期曾有桃園縣長、桃園縣議長「南客家北閩南輪流當政」的不成文傳統。而特殊的社會結構，亦造就宗親、族群、政黨、派系等力量，盤根錯節的關係，左右各項選舉。
勢力雄厚的泛藍，過去在全縣長期保有穩定的票源結構，泛綠票源主要集中於濱海。雖然本縣歷屆選舉以泛藍勝選為多，然而黨外、泛綠亦曾在本縣潮起潮落。在1970年代末期，中壢事件暴發後，黨外「桃園幫」曾接連在公職選舉大勝，同時掌握本縣執政權，及過半省議員席次，在戒嚴時期極為罕見。1990年代末期，泛綠亦曾兩度入主縣府，且在2014年底之後聲勢大勝以往。綠營佔有優勢的地區包括新屋、觀音、大園，而藍營在楊梅、平鎮、八德佔有優勢，中壢、龍潭為藍營鐵票倉，復興更是擁有絕對優勢。而在2014年後原具有泛藍優勢的桃園區及龜山選票逐漸移動至綠營。在2018年市長選舉綠營更是史無前例地奪下桃園全數行政區，連深藍票倉復興也奪下過半選票。。

### 歷年選情
桃園縣時期
桃園縣在過去曾經長期藍色執政，在前十二屆縣長選舉中，除了1977年中華民國縣市長選舉由當時仍為黨外的許信良勝出之外，其餘十一屆皆由國民黨人士當選。
然而，國民黨時任縣長劉邦友於1996年被謀殺後，由民進黨呂秀蓮在1997年桃園縣長補選中出線當選縣長。而在1997年中華民國縣市長選舉中，呂秀蓮則以五成六的票數擊敗國民黨陳根德連任成功。2001年中華民國縣市長選舉時，國民黨提名的朱立倫擊敗民進黨提名的彭紹瑾當選縣長。
在2005年中華民國縣市長暨縣市議員選舉，朱立倫以六成餘的得票成功連任，贏過民進黨提名的時任台鹽董事長鄭寶清。2008年中華民國立法委員選舉中，國民黨提名的候選人在桃園縣境內的六個選區均成功當選，且在其中五個選區獲得六成以上得票。同年的2008年中華民國總統大選，馬英九在桃園亦囊括超過六成之票數。
在2009年中華民國縣市長暨縣市議員選舉中，國民黨提名前黨主席吳伯雄之子、時任立委吳志揚，而民進黨直到10月選舉登記截止的前一刻，才徵召前行政院新聞局局長鄭文燦出馬角逐。最後，吳志揚僅以不到五萬票的微幅之差慘勝。而在2010年桃園縣第二選舉區立法委員缺額補選中，民進黨提名的郭榮宗以近六成的票數擊敗國民黨提名的陳麗玲。之後在2010年桃園縣第三選舉區立法委員缺額補選中，民進黨徵召的黃仁杼則以近五成得票數當選。
在2012年中華民國總統大選中，馬英九在桃園縣以五成七的得票率領先。而在同日舉行的2012年中華民國立法委員選舉中，國民黨提名的候選人在桃園縣境內的六個選區均成功當選，而民進黨的兩位時任立委皆連任失敗。
桃園市時期：
在2014年九合一選舉中，由於馬政府執政不力，以及桃園縣副縣長貪瀆案和桃園航空城弊案等因素，選前被外界看好連任的吳志揚竟以近三萬票的微幅之差敗給了捲土重來的民進黨候選人鄭文燦，也讓桃園在2001年後再度變綠地。
在2016年中華民國總統大選時，蔡英文在桃園市以五成一的得票率領先。而在同日舉行的2016年中華民國立法委員選舉中，民進黨提名的鄭運鵬、陳賴素美、鄭寶清及原為中國國民黨但是脫黨參選的合作盟友趙正宇分別於第一選區(桃園大檜溪、蘆竹、龜山)、第二選區(楊梅、大園、新屋、觀音)、第四選區(桃園)、第六選區(中壢華勛、大溪、八德、復興)等選區勝出外，國民黨提名的候選人在其餘兩個選區當選。
在2018年中華民國直轄市長及縣市長選舉中，分裂投票的現象十分顯著。市長選舉部分民進黨籍的鄭文燦橫掃所有行政區以得票率為53.46%成功連任，國民黨籍的陳學聖得票率為39.42%。市議員選舉部分民進黨的得票率為30.50%（當選18席），國民黨的得票率為42.69%（當選32席，議會席次過半）。
在2020年中華民國總統選舉，蔡英文在桃園市以近五成五的得票率領先。而在同日舉行的2020年中華民國立法委員選舉中，民進黨候選人鄭運鵬、黃世及無黨籍盟友趙正宇在第一、第二、第六選區勝出，國民黨的魯明哲、萬美玲、呂玉玲則於第三、第四、第五選區當選。
在2021年四大公投中，泛藍所主張的同意，約勝泛綠所主張的不同意6個百分比。(四項平均)

## 新竹縣

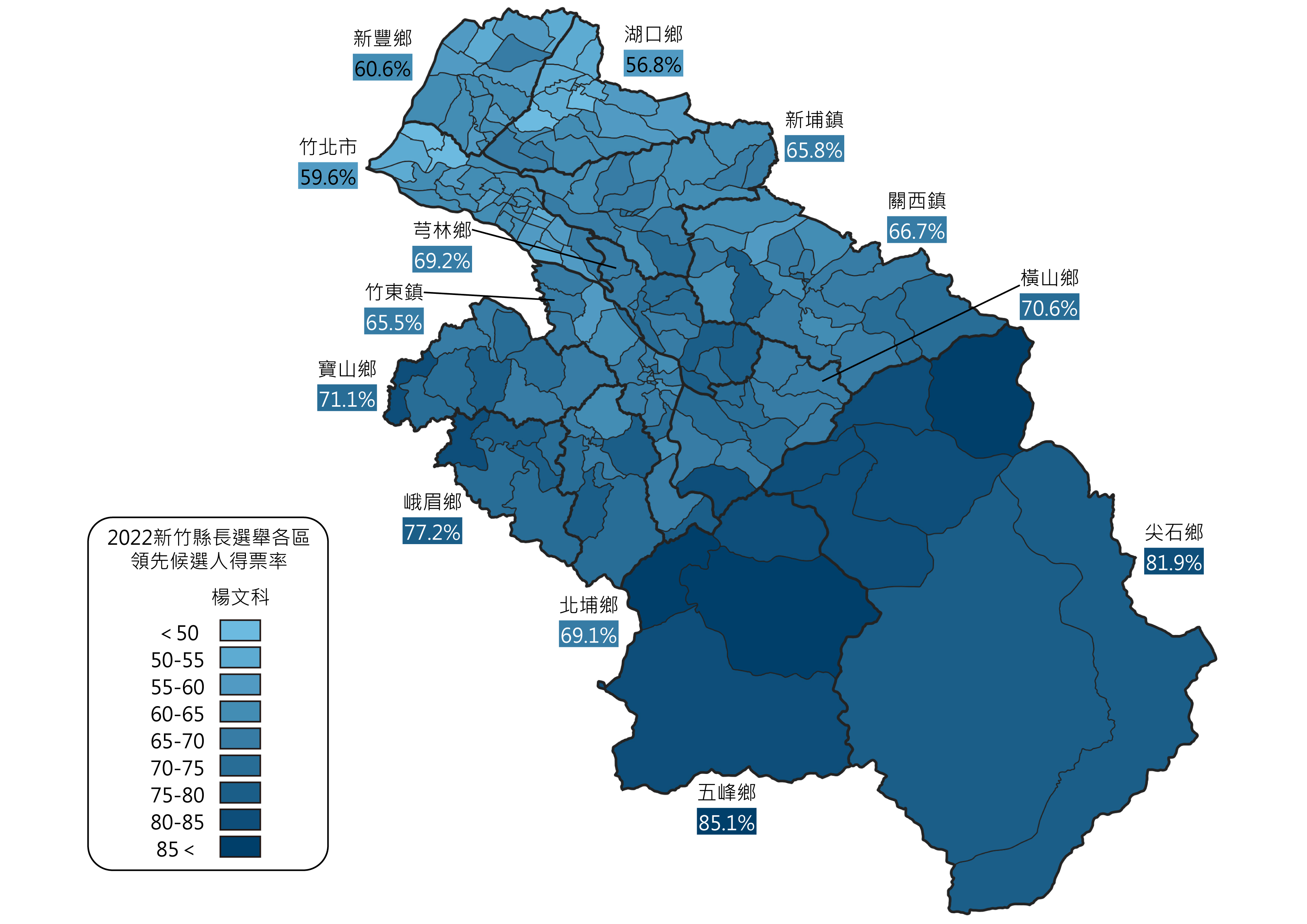
2022新竹縣長選舉得票分布

2022年新竹縣議員選舉席次分布

| 1        | 黃秀龍   | 無黨籍         | 3,403票   | 1.32%                         |                               |
| 2        | 范振揆   | 無黨籍         | 4,874票   | 1,89%                         |                               |
| 3        | 周江     | 民主進步黨     | 83,683票  | 32.40%                        |                               |
| 4        | 楊文科   | 中國國民黨     | 163,662票 | 63.36%                        | 當選                          |
| 5        | 劉復嵐   | 無黨籍         | 2,683票   | 1.04%                         |                               |
| 選舉日期 | 選舉日期 | 2022年11月26日 | 選舉人數  | 452,720人                     | 452,720人                     |
| 投票率   | 投票率   | 58.98%         | 投票人數  | 有效：258,305人 無效：8,708人 | 有效：258,305人 無效：8,708人 |

### 選民結構及政治勢力
新竹縣位於台灣西北部，曾為當地開發最早的竹塹，後隨著竹科的設立，而成為高科技產業重鎮；本縣原被視為各縣市中泛藍基本盤極高者，基本盤曾為藍綠七比三，但近期已呈現藍綠六四比的情況;由於當地政治生態主要由宗親勢力主導，因此新竹縣過去亦曾經分別由藍綠兩陣營執政過。
閩客兩大族群的地方政治領袖與支持者，在歷史上有過多次激烈械鬥的紀錄，地方選舉也呈現壁壘分明的政治生態。其中市區河洛人居多，郊區多為客家人。然而，隨著1982年，新竹縣市分治，全縣地方生態重組，客家人成為本縣最大族群，宗親勢力亦超越地方派系影響。本縣在戒嚴時期曾產生一位黨外縣長；1980年代末期，民進黨成立後，曾展開了長達三屆十二年的執政。全縣皆為藍營優勢區，尤其在五峰、尖石、竹東、橫山擁有絕對優勢，湖口、關西、芎林、寶山、北埔為鐵票倉。

### 歷年選情
新竹縣在戒嚴時期，除第六屆縣長劉榭燻為黨外人士之外，即長期國民黨執政。然而在1989年中華民國縣市長選舉中，客家大老范振宗代表甫成立的民進黨參選，並順利當選。而在1993年中華民國縣市長選舉中，范振宗則以過半票數順利連任。
在1997年中華民國縣市長選舉中，國民黨提名鄭永金，但同黨的邱鏡淳脫黨參選，最後由民進黨提名的林光華勝出。2001年，鄭邱兩人又再次爭雄，國民黨唯有徵召邱鏡淳參選立委，並在2001年中華民國縣市長選舉中，打出「鄭永金四年執政後，提名邱鏡淳」的口號。結果，鄭永金擊敗林光華當選縣長，國民黨也把綠色執政十二年的新竹縣再度收復。此後，鄭邱兩人在新竹縣各大選戰雖維持表面和諧，但私底下仍不停較勁。儘管泛藍在接下來的選舉中未再分裂，且在新竹縣獲得極高票數，唯選舉期間仍常有鄭邱兩人不和的傳聞。
在2005年中華民國縣市長暨縣市議員選舉中，轉投親民黨的邱鏡淳希望藉國親聯盟爭取代表泛藍再參選縣長，時任台灣省主席林光華獲民進黨提名並重披戰袍，但後來國親共推鄭永金出戰，鄭也以高於林的兩倍票數成功連任縣長。而邱鏡淳也在選後重回國民黨。2008年中華民國立法委員選舉時，時任立委的邱鏡淳、葉芳雄兩人及鄭永金夫人鄭宋麗華皆有意參選，但初選後泛藍成功協調並提名邱，由於民進黨在該次選舉並未推派任何人選，邱遂以全國最高票當選。同年2008年中華民國總統大選，馬英九亦在新竹縣囊括了七成餘的高票。
在2009年中華民國縣市長暨縣市議員選舉中，國民黨提名時任立委邱鏡淳，而時任議長張碧琴則脫黨參選。在民進黨方面則徵召曾任桃園區域立委彭紹瑾參選。由於此次選舉藍綠雙方皆陷入分裂狀態，故選情格外激烈。在選戰中，國民黨時任縣長鄭永金、民進黨籍前縣長林光華及後改投親民黨的前縣長陳進興皆表態支持張碧琴，而過去曾為民進黨籍前縣長范振宗則表態支持邱鏡淳。最後在三強鼎立的狀態下，邱鏡淳以一萬多票微幅之差險勝彭紹瑾，而張碧琴則以九百多票微幅之差，位居第三名。不過在2010年新竹縣選舉區立法委員缺額補選中，民進黨提名的彭紹瑾以五成六的的票數擊敗國民黨提名的鄭永堂。
在2012年中華民國總統大選中，馬英九在新竹縣以六成六的得票率領先。而在同日舉行的2012年中華民國立法委員選舉中，國民黨提名的徐欣瑩則以六成二的票數擊敗民進黨時任立委彭紹瑾。
在2014年九合一選舉中，國民黨提名邱鏡淳參選連任，而國民黨前縣長鄭永金脫黨參選，並獲得民進黨及後改投親民黨前縣長陳進興支持。最後邱鏡淳以不足六千票微幅之差險勝連任。
在2016年中華民國總統大選中，蔡英文在新竹縣以四成三的得票率領先。而在同日舉行的2016年中華民國立法委員選舉中，由國民黨提名的林為洲、以無黨籍參選且獲民進黨支持的前縣長鄭永金以及新成立民國黨的新竹縣議員邱靖雅三強角逐，最後林為洲以三成七的票數險勝得票率三成四的鄭永金；邱靖雅則拿下兩成五的選票，成績不俗。
雖然近兩年以來徐欣瑩勤跑新竹縣基層。而國民黨候選人楊文科雖為副縣長，但從未參選過。加上國民黨初選時的爭議，瀕臨整合失敗，使徐欣瑩的民調一直領先。選前最後一週民進黨緊咬徐欣瑩的協助派白米爭議，指責徐賄選，間接令徐得票下降，使楊文科得以一萬多票的差距當選。徐欣瑩僅在其經營竹北及新豐小勝，其他地區亦未能拉近與楊文科的差距。
在2021年四大公投中，泛藍所主張的同意，大勝泛綠所主張的不同意24個百分比。(四項平均)

## 新竹市

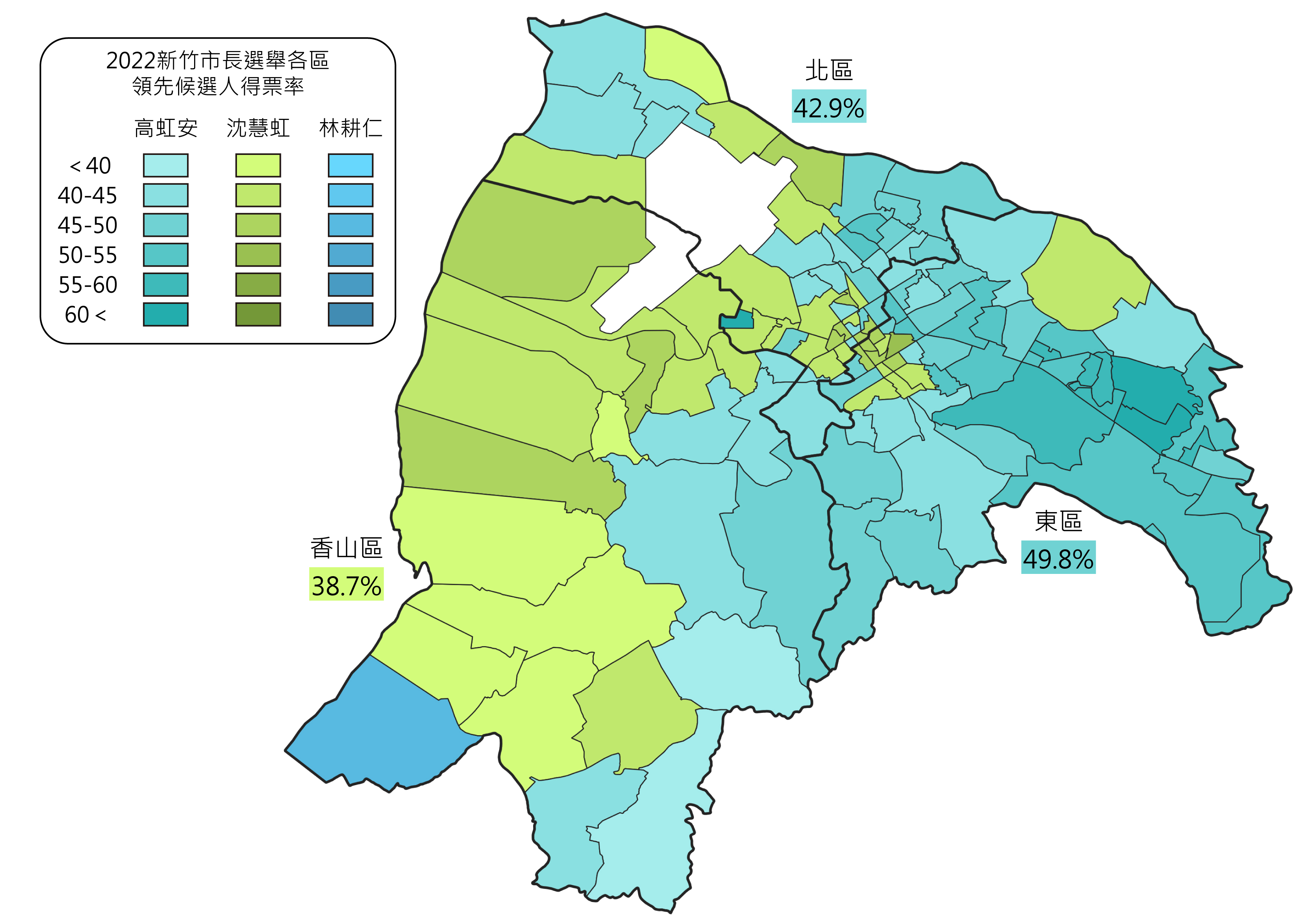
2022年新竹市長選舉得票分布

2022年新竹市議員選舉席次分布

| 1        | 黃源甫   | 無黨籍         | 1,049票  | 0.48%                         |                               |
| 2        | 龔偉綸   | 無黨籍         | 508票    | 0.23%                         |                               |
| 3        | 林耕仁   | 中國國民黨     | 39,391票 | 18.07%                        |                               |
| 4        | 李驥羣   | 無黨籍         | 1,108票  | 0.51%                         |                               |
| 5        | 沈慧虹   | 民主進步黨     | 77,764票 | 35.68%                        |                               |
| 6        | 高虹安   | 無黨籍         | 98,121票 | 45.02%                        | 當選                          |
| 選舉日期 | 選舉日期 | 2022年11月26日 | 選舉人數 | 350,758人                     | 350,758人                     |
| 投票率   | 投票率   | 62.94%         | 投票人數 | 有效：217,941人 無效：2,842人 | 有效：217,941人 無效：2,842人 |

### 選民結構及政治勢力
新竹市位於台灣西北部沿海地區，於1982年升格為省轄市。隨著新竹科學工業園區設立，吸引了大批國內與國際廠商的投資，及許多高科技人力移居，帶動新竹市的發展與人口成長。本市客家人及外省人居住相對集中，對政治生態具有重大影響。 
新竹市原本為泛藍基本盤極高的地區，泛藍領先泛綠十幾個百分點左右，唯近期呈現泛綠小幅領先的態勢;由於經濟與都市化的發展，及高學歷人口的流入，本市傳統地方派系也隨著式微，轉由政黨、理念、宗親主導當地選舉，北區、東區為藍營優勢區，香山藍綠勢均力敵。
本市選舉史上，政黨光譜相當多元，執政權曾在藍綠間數度輪替，黨外力量亦曾潮起潮落。1980年代初期，新竹市曾為黨外重鎮，「施家班」勢力如日中天。在全盛時期，家族成員曾同時掌握市府、及本市唯一一席省議員。經過激烈競爭，國民黨遲至1985年，方首度奪得（升格省轄市後的）執政權。民進黨亦於1990年代末期，首度奪得市長寶座。親民黨則於2001年中華民國立法委員選舉時，一舉超越藍綠陣營，高居各黨得票之首。2010年代初期，市議會龍頭，更首度由第三勢力，無黨籍「新民意問政聯盟」掌握。

### 歷年選情
在新竹市即將升格為省轄市之前，黨外人士施性忠於1982年省轄市市長選舉中勝出，升格後成為首任省轄市長。然而，由於施性忠在任內因案停職，並三度向時任台灣省主席李登輝請辭獲准，導致新竹市長一職，於1984年進行補選。儘管當年以官司糾纏之身投入選舉，施性忠最終仍然再度高票當選市長。不過在1985年中華民國縣市長選舉中，國民黨上下全力支持的提名人任富勇，在激烈的競選過程中，以四千票微幅差距險勝施性忠之兄施性融。
在1989年中華民國縣市長選舉、1989年中華民國省市議員選舉及1989年中華民國立法委員選舉三項公職選舉中，黨外勢力「施家班」與甫成立的民進黨結合，一抗國民黨推出的候選人。但最後由於在選戰關鍵時刻，「施家班」內部發生嚴重內訌，導致泛綠票源分散，「施家班」與民進黨也因此在此次選舉中大敗；而國民黨提名的市長候選人童勝男、省議員候選人張蔡美及立委候選人許武勝皆順利當選。在敗選後，「施家班」成員多數退出政壇，而其勢力也自此式微。在1993年中華民國縣市長選舉中，國民黨提名的童勝男則順利連任。
在1997年中華民國縣市長選舉中，民進黨提名的蔡仁堅因獲新黨大老許歷農站台支持而以五成六的票數當選，唯國民黨在2001年中華民國縣市長選舉時提名時任立委林政則擊敗蔡而當選，並在2005年中華民國縣市長暨縣市議員選舉中以近七成的高票成功連任。由於林政則屢屢在各項評鑑中取得高分，且多次獲得全國最佳縣市長的殊榮，因此在新竹市頗受好評。
2008年中華民國立法委員選舉中，國民黨提名的呂學樟以六成得票順利連任。同年2008年中華民國總統大選時，馬英九亦在新竹市取得了六成餘的高票。而在2009年中華民國縣市長選舉中，國民黨提名的許明財則以五成六的得票擊敗民進黨提名的劉俊秀。在2012年中華民國總統大選時，馬英九在新竹市以五成七的得票率領先。而在同日舉行的2012年中華民國立法委員選舉中，國民黨候選人呂學樟的得票率則下滑至五成三，不過仍然順利連任。
在2014年九合一選舉中，國民黨提名許明財參選連任，民進黨則推派時任市議員林智堅轉戰市長，而爭取民進黨提名未果的前市長蔡仁堅則表態以無黨籍參選到底。由於馬政府執政不利拖垮國民黨選情，選舉結果由林智堅以一千餘票微幅差距險勝尋求連任且民調一路領先的許明財，而蔡仁堅則獲得四萬餘票，位居第三名。自2001年後新竹市再度成為綠地。
在2016年中華民國總統大選時，蔡英文在新竹市以五成一的得票率領先。而在同日舉行的2016年中華民國立法委員選舉中，民進黨提名的柯建銘則以四成一的票數當選。
在2021年四大公投中，泛藍所主張的同意，約勝泛綠所主張的不同意8個百分比。(四項平均)

### 文獻
1. ↑  《都市及區域發展統計彙編》內容簡介，行政院經濟建設委員會官方網站 的存檔，存档日期2007-10-14.
2. ↑  南綠北藍政治版圖 的存檔，存档日期2011-07-15.，國政評論，內政組特約研究員 王業立，2001年12月11日。
3. ↑  台北更綠 ／南綠北藍 另有真相  的存檔，存档日期2008-11-22.，國政評論，林濁水，2007年11月20日。
4. 1 2 3 4 5 6  《台灣與大陸政治評論集》，林清察，2006年
5. ↑  郝蘇朱蔡民調藏玄機 中間決勝負？ （页面存档备份，存于），國家政策研究基金會特約研究員 李華球，2010年7月20日
6. ↑  中選會資料庫網站 的存檔，存档日期2004-09-08.，行政院中央選舉委員會
7. ↑  給馬英九謝長廷數選票 的存檔，存档日期2008-05-02.，開放雜誌，
8. ↑  空降或空轉？林佳龍叫陣胡志強 （页面存档备份，存于），中時電子報，2005年
9. ↑  執政品質掛保證 綠色四縣市勝券在握 的存檔，存档日期2013-12-06.，新台灣新聞週刊，2005年11月10日
10. ↑  謝長廷：將退出政壇[永久]，大公報
11. ↑  國民黨小輸民進黨小贏 北高選舉對泛藍是警訊 （页面存档备份，存于），中國網
12. ↑  . 2025 台灣選舉地理-縣市選民結構篇：第三勢力的破壞效應.   [2025-07-05].
13. ↑  [http://dict.revised.moe.edu.tw/台北市，中華民國教育部：教育部重編國語辭典修訂本。「本市是中華民國最大的都市和政治、經濟、交通、文化中心，也是中央政府所在地，交通四通八達，無論陸、空皆十分方便。市內的風景名勝眾多，有故宮博物院、陽明山、龍山寺等。」%5B%5D
14. 1 2 3 4 5 6  雙城戰 綠力拚收復失土 強取首都 的存檔，存档日期2010-03-07.，自由時報電子報
15. 1 2  北北基兵家必爭大票倉 藍綠步步為營 （页面存档备份，存于），中央社
16. ↑  中評: 蘇郝對決牽動2012政治版圖[永久]，中評社台北，2010年3月4日
17. ↑  北市外冷內熱，藍綠差距空前緊繃 （页面存档备份，存于），中國時報
18. 1 2 3 4 5 6 7 8 9 10 11 12 13 14 15 16  《台灣地方派系與權力結構》，王建民，2003年。
19. ↑  93年全國客家人口基礎資料調查研究 （页面存档备份，存于），行政院客家委員會
20. 1 2  台灣族群政治 的存檔，存档日期2009-06-10.，施正鋒／淡江大學公共行政學系副教授
21. ↑  中常委明補選…／不甩馬震怒 黃復興繼續鎖票 的存檔，存档日期2010-02-19.，國民黨全球資訊網。「但黃復興系統向來是泛藍鐵票，泛藍人士都等著看黨中央會如何處置。」
22. ↑  黃復興黨部 （页面存档备份，存于），國民黨全球資訊網
23. ↑  歷史的228 事件概述 （页面存档备份，存于），二二八事件紀念基金會。
24. 1 2  台灣省各縣市實施地方自治綱要 （页面存档备份，存于），台灣大百科全書
25. ↑  台灣首屆縣市長選舉之研究（1950〜1951） （页面存档备份，存于），蔡秀玲，國立清華大學歷史研究所
26. 1 2 3 4  《中華民國選舉概況》，中央選舉委員會，1984年6月
27. ↑  林忠勝. . 前衛出版社. 2007年. ISBN 9789578015395.
28. ↑  台北市長．台北市民 的存檔，存档日期2010-04-13.，自由時報自由評論
29. 1 2 3 4 5 6 7 8 9 10 11 12 13 14 15 16 17 18 19 20 21 22 23 24 25 26 27 28 29 30 31 32 33 34 35 36 37 38 39 40 41 42 43 44 45 46 47 48 49 50 51 52 53 54 55 56 57 58 59 60 61 62 63 64 65 66 67 68 69 70 71 72 73 74 75 76 77 78 79 80 81 82 83  中選會資料庫網站 的存檔，存档日期2004-09-08.，中央選舉委員會
30. ↑  選舉回顧 2002 北高市長選舉 的存檔，存档日期2009-04-05.，聯合新聞網
31. ↑  台北市爭霸 （页面存档备份，存于），聯合新聞網
32. ↑  台北市長選舉支持率變化 （页面存档备份，存于），聯合新聞網
33. ↑  棄保！宋拿幾票決定郝謝誰贏 （页面存档备份，存于），聯合新聞網
34. ↑  北市郝龍斌勝選 高市陳菊險勝 的存檔，存档日期2009-04-05.，聯合新聞網
35. 1 2 3 4 5 6 7  .   [2022-07-04]. （原始内容存档于2022-07-06）.
36. ↑  土地面積、村里鄰、戶數暨現住人口數統計表 （页面存档备份，存于），中華民國內政部統計資訊網
37. ↑  台北縣改制直轄市計畫書（草案）[永久]，中華民國內政部
38. ↑  版圖最大 選民結構藍大於綠 的存檔，存档日期2010-03-15.，自由時報電子報
39. 1 2 3 4 5 6 7 8 9 10  《重修台灣省通志》＜卷八．職官志第一冊-文職表篇＞，劉寧顏，台灣省文獻委員會，1993年
40. 1 2 3  歷屆縣市長選舉結果 的存檔，存档日期2010-11-14.，聯合新聞網
41. ↑  郝蘇朱蔡民調藏玄機 中間決勝負？ （页面存档备份，存于），國家政策研究基金會，特約研究員 李華球。2010年7月20日
42. ↑  吳敦義：兩黨都告急　分裂將走上失敗，NOWnews，2010年7月21日
43. 1 2 3 4  激戰新北市 朱贏蔡11萬票[永久]，中時電子報
44. ↑  新北市長選舉激烈 藍綠喊決戰板橋 （页面存档备份，存于），中央通訊社
45. ↑  《政治》超級激戰，新北市輸贏6萬票[永久]，中時電子報
46. 1 2 3 4 5  台北縣歷年各項選舉資訊  （页面存档备份，存于），新北市選舉委員會
47. 1 2  北縣》走路工疑雲 壓倒羅文嘉 的存檔，存档日期2013-12-05.，聯合新聞網
48. ↑  北縣》周錫瑋領先 羅文嘉止跌 （页面存档备份，存于），聯合新聞網
49. ↑  想回地方服務卻遲未如願　劉文雄命運乖舛，NOWnews，2007年3月24日
50. ↑  《基市》許財利 歡呼勝利 的存檔，存档日期2013-10-30.，自由時報電子報
51. 1 2  基市》許擁馬光環 劉橘袍沉重 （页面存档备份，存于），聯合新聞網
52. ↑  許財利自請停黨權 馬英九肯定尊重 （页面存档备份，存于），大紀元
53. ↑  許財利驟逝 基市長512補選 （页面存档备份，存于），大紀元
54. ↑  基市長補選 張通榮勝出 的存檔，存档日期2009-03-09.，自由時報電子報
55. ↑  拼基市連任 張通榮固基本盤 （页面存档备份，存于），蘋果日報
56. ↑  宜蘭縣：地域派系爭權，泛綠勢力強大 （页面存档备份，存于），中國互聯網新聞中心
57. 1 2  宜蘭縣 - 兩黨必爭的"民主聖地" （页面存档备份，存于），BBC中文網
58. ↑  宜蘭》呂國華 要力變藍天 （页面存档备份，存于），聯合新聞網
59. ↑  宜蘭》賄選案 壓倒陳定南 的存檔，存档日期2013-12-05.，聯合新聞網
60. ↑  縣長報到／宜縣／果真「傳承」陳定南　林聰賢鎮長變縣長 （页面存档备份，存于），NOWnews
61. ↑   (PDF).   [2010-05-18]. （原始内容 (PDF)存档于2011-06-27）.
62. ↑  桃園縣》泛藍慘勝 綠大有斬獲[永久]，聯合報
63. ↑  第十二屆縣市長選舉 （页面存档备份，存于），選舉研究中心
64. 1 2 3  朝野易位攻防 指標性縣市各有斬獲 的存檔，存档日期2013-12-06.，新台灣新聞週刊
65. 1 2 3  竹縣／范振宗任縣政顧問團長　重砲批判鄭永金 （页面存档备份，存于），NOWnews
66. ↑  又兩立委 棄橘投藍，2006年02月22日，聯合報／A4版／要聞
67. ↑  立委選情不論藍綠竹縣市變數都相當大 （页面存档备份，存于），大紀元，2007年4月29日
68. 1 2  竹縣誰掌？　藍邱鏡淳、綠彭紹瑾、脫黨張碧琴 （页面存档备份，存于），TVBS
69. ↑  老縣長牌失效　張碧琴落馬　鄭永金一家3戰皆輸 （页面存档备份，存于），NOWnews
70. ↑  邱鏡淳出線 竹縣保住藍版圖，蘋果日報
71. ↑  邱鏡淳險勝風城保衛戰 （页面存档备份，存于），HiNet新聞網
72. ↑  三強鼎立 邱鏡淳奪新竹縣長[永久]，大紀元
73. ↑  市長報到／泛藍優勢把許明財送進新竹市長室 （页面存档备份，存于），NOWnews

### 書目
- 《重修臺灣省通志》＜卷八．職官志第一冊-文職表篇＞，劉寧顏，臺灣省文獻委員會，1993年
- 《中華民國在臺灣的政治變遷》，國立編譯館
- 《台灣與大陸政治評論集》，林清察，2006年
- 《台灣地方派系與權力結構》，王建民，2003年

### 外部連結
- 中央選舉委員會選舉資料庫